# 12202 Toddgregory
A 12202 Toddgregory (ideiglenes jelöléssel (12202) 1981 EM13) a Naprendszer kisbolygóövében található aszteroida. Schelte J. Bus fedezte fel 1981. március 1-jén.

## Kapcsolódó szócikk
- Kisbolygók listája (12001–12500)